# Tagliole
Tagliole is een plaats (frazione) in de Italiaanse gemeente Pievepelago.